# Zensur in Hongkong
Zensur in Hongkong, die sich auf die Unterdrückung des Sprechens oder anderer öffentlicher Kommunikation bezieht, wirft Fragen in Bezug auf die Redefreiheit auf. Nach dem Gesetz besteht die Zensur in der Regel gegen die Verteilung bestimmter Materialien, vor allem Kinderpornografie, obszöne Bilder und Berichte über Gerichtsverfahren, die zu unfairen Gerichtsverurteilungen führten.
Vor der Übertragung der Souveränität Hongkongs an China im Jahr 1997 rühmte sich die Kronkolonie Hongkong, die größte Pressefreiheit in Asien zu haben. Neuere Forschung macht jedoch deutlich, dass Pressezensur in der damaligen britischen Kronkolonie eine lange Tradition hatte. Pressezensur in Hongkong wurde erst abgeschafft, als die Übertragung der Souveränität der Kolonie Mitte der 1980er Jahre absehbar wurde. Seit der Übergabe ans Festlandchina, wurde Hongkong unter der Ein-Land-zwei-Systeme-Politik relativ rechtliche, wirtschaftliche und politische Autonomie gewährt. Im Gegensatz zum restlichen China, wo die Kontrolle über Medien allgegenwärtig ist, sind Hongkongs Redefreiheit, Pressefreiheit und Veröffentlichungen gemäß Artikel 27 des Hongkonger Grundgesetzes sowie des Artikels 16 der Hongkonger Freiheitsurkunde geschützt.
Beobachter haben jedoch einen Trend zunehmender Bedrohungen der Pressefreiheit in Hongkong festgestellt, unter anderem körperliche Angriffe gegen Journalisten, gezielte Angriffe gegen die liberalen Medien und deren Besitzer, Entzug von Werbeeinnahmen und die Ernennung von konformen Pro-Peking-Chefredakteuren. Der Rückgang von Hongkongs Rangliste auf dem Pressefreiheitsverzeichnis, das jährlich Reporter ohne Grenzen veröffentlicht, war schwindelerregend gewesen: Es stand 2015 auf dem 70. Platz, hatte somit im Vergleich zu 2014 neun Plätze verloren; im Jahr 2002 stand es noch auf dem 18. Platz.

## Zensur nach der Übergabe
Obwohl Garantien für freie Reden gegeben wurden, zeigten öffentliche Umfragen 1997, dass Journalisten immer mehr Angst vor der Selbstzensur von Schriften hatten, die der Zentralregierung gegenüber kritisch waren. Dennoch deuteten Journalisten bei einer Umfrage des Hongkonger Journalistenverbandes an, dass sie überwiegend nicht zögerten, Kritik an China zu veröffentlichen, und direkter Druck durch die chinesische Regierung, Nachrichten zu verändern, eigentlich sehr selten gewesen seien. Seit der Übergabe nutzten Hongkonger Zeitungen (vor allem englischsprachige Medien) ihre selbsterklärte redaktionelle Unabhängigkeit gegenüber internationalem Publikum als Marketinginstrument.
1998 gab es eine Kontroverse über Äußerungen, die der Magazinverleger Xu Simin machte. Xu behauptete, dass der von der Regierung finanzierte Sender Radio Television Hong Kong (RTHK) gegenüber Festlandchina voreingenommen sei. Obwohl pro-RTHK-Kommentatoren Xus Kommentare als von Peking kommend ansahen, distanzierten sich Vertreter der Zentralregierung von seinen Kommentaren. 2001 äußerte der Hongkonger Journalistenverband Bedenken, dass die von der der Regierung und Tung Chee-hwa verwendete „schrille Rhetorik [in der sie Falun Gong verleumdeten] eine offene Debatte heraufbeschwören würde, da diese zur Selbstzensur ermutigte“.
Hongkongs Rangfolge auf dem Pressefreiheitsverzeichnis, das jährlich von Reportern ohne Grenzen veröffentlicht wird, befand sich 2002 auf dem 18. Platz. Seitdem wiesen eine Reihe Faktoren, vor allem die Selbstzensur und Vorfälle, die die Medien beeinflussten, auf eine zunehmende Erosion der Fähigkeit von Journalisten hin, über Nachrichten in objektiver Weise zu berichten. Im Jahr 2011 sprach die Vorsitzende des Hongkonger Journalistenverbandes Mak Yin-ting (麥燕庭) aufgrund wachsender Geschäftsbeziehungen zwischen Peking und Medienbesitzern in Hongkong über Selbstzensur. Mak äußerte, dass „nun sind mehr als die Hälfte der Medienchefs in Hongkong beziehungsweise im Medien-Management Tätigen von der kommunistischen Regierung absorbiert worden … Diese könnten vielleicht erwägen, ob die Berichterstattung einiger Themen die Beziehungen zwischen ihren Chefs und der Regierung beeinflussen oder diesen schaden würden“. In diesem Jahr fiel Hongkongs Rangordnung auf dem Pressefreiheitsindex um zwanzig Plätze auf Platz 54. In einem Bericht, der neben dem Inhaltsverzeichnis veröffentlicht wurde, wurde festgestellt, dass „Verhaftungen, Attacken und Schikanen die Arbeitsbedingungen für Journalisten [in Hongkong] verschlechtert hatten, und zwar in einem Ausmaß, das bisher noch nicht gesehen worden war; ein Zeichen einer beunruhigenden Veränderung in der Regierungspolitik“. Hongkongs Ranking im Verzeichnis, das im Jahr 2014 auf dem 61. Platz stand, verlor nach dem Bericht im Jahr 2015 neun weitere Plätze. Als Faktor wurde „Fehlverhalten der Polizei“ genannt. Die Journalisten hatten sich beschwert, dass sie bei sensiblen Nachrichten, die der Regierung gegenüber kritisch waren, unter getarntem Druck gestanden hätten, die Beiträge zu ändern beziehungsweise zu mildern. Das P.E.N.-Zentrum glaubt, dass über die Kontroverse um die Geschäfte, die Leung Chun-ying (auch CY Leung) mit der United Group Limited machte, in einigen Medien besonders lückenhaft berichtet worden war. Es wurde verzeichnet, dass zunehmende Gewalt gegen Journalisten stattfand; die Polizei war in einige dieser Tätlichkeiten verwickelt. Der Hongkonger Journalistenverband stellte fest, dass mindestens 28 Angriffe gegen Journalisten stattfanden, die über die Regenschirm-Revolution berichtet hatten. Laut dem PEN American Center, der Internationalen Vereinigung von Journalisten, hatten alles in allem die Vorkommnisse der Zensur, der politische Druck zur Selbstzensur und die Einschüchterungen zugenommen.
Während der zweieinhalb Monate langen Proteste im Jahr 2014 und der lückenhaften Berichterstattung der traditionellen Medien über Ereignisse und Ansichten, wandten sich junge Menschen den Sozialen Medien zu, um an Nachrichten zu gelangen. The Guardian beschrieb die Proteste als „die am besten dokumentierte soziale Bewegung der Geschichte, die sogar in ihren ruhigeren Momenten einen Strudel von Statusmeldungen, Beiträgen und Vorlieben erzeugt“. Die Menschen legten größeres Vertrauen in alternative Medien; einige davon wurden erst während der Proteste ins Leben gerufen. Die erloschenen House News wurden neu organisiert und als The House News Bloggers wieder aufleben gelassen. Im Dezember 2014 wurde das Nachfolgemedium Stand News gegründet. Im Dezember 2021 wurde das Büro von Stand News von staatlichen Sicherheitskräften durchsucht und im Zusammenhang damit mehrere Personen verhaftet, darunter aktuelle und frühere Mitarbeiter wie der amtierende Chefredakteur Patrick Lam, die ehemalige Legislativratsabgeordnete Margaret Ng und die Popsängerin Denise Ho.

## Bemerkenswerte Beispiele

### Zeitung South China Morning Post
Als Robert Kuok im Jahr 1993 die Zeitung South China Morning Post erwarb, wurden Befürchtungen über die rasch aufeinanderfolgenden erzwungenen Abreisen von Mitarbeitern und Mitwirkenden laut, die China beziehungsweise ihrer Anhängern in Hongkong kritisch gegenüberstanden. Vor der Übergabe wurden der beliebte Karikaturist Larry Feign und der Humorkolumnist Nury Vittachi entlassen. Seit 1997 schieden zahlreiche China-Redaktionsmitarbeiter aus, wie Danny Gittings, Redakteur für die 2000-01 Redaktionsseiten, und Peking-Korrespondent Jasper Becker. Willy Lam, Redakteur der Chinaseiten, ging, nachdem seine Berichterstattung von Robert Kuok öffentlich kritisiert worden war. Gittings beschwerte sich, dass er „immer wieder unter Druck geriet, um seine Berichterstattung über politisch sensible Themen abzuschwächen“. Chefredakteur Wang Xiangwei wurde für seine Entscheidung kritisiert, den Zeitungsbericht über den Tod von Li Wangyang am 7. Juni 2012 zu kürzen. Wang hatte statt eines kompletten Artikels über die ganze Geschichte zu veröffentlichen, nur ein einem zwei Abschnitte langen Beitrag darüber berichtet. Andere Medien berichteten in großem Umfang über Lis Tod.
Ein leitender Mitarbeiter, der versucht hatte, Wangs Entscheidung zu verstehen, veröffentlichte den sich daraus ergebenden E-Mail-Austausch, der darauf hinwies, dass er von Wang eine strenge Zurückweisung erhalten hatte. Wang ist im Festland geboren und Mitglied des Provinzkomitees der politischen Konsultativkonferenz des chinesischen Volkes in Jilin. Die Zeitung intensivierte seitdem die Berichterstattung über den Tod und dessen Folgen als wichtige Nachrichten. Reporter Paul Mooney, dessen Vertrag mit der South China Morning Post im Mai 2012 nicht erneuert wurde, sagte, dass die Geschichte des Li Wangyang kein Einzelfall gewesen sei.

### Zeitung Apple Daily
Die 1995 von Jimmy Lai gegründete liberale Zeitung Apple Daily stand unter beständigem Druck. 1997 wurde Reportern die Erlaubnis verweigert, über einen Hongkonger Empfang, den das chinesische Außenministerium organisiert hatte, zu berichten, weil sie bereits mehrere Male China kritisiert hatten. Apple Daily wurde Werbeboykotts ausgesetzt, ihre Reporter überfallen, ihr Besitzer angegriffen und ihre Räumlichkeiten mit Feuer bombardiert. Da Apple Daily die Regenschirm-Revolution unterstützte, stand sie unter beispiellosen Cyber-Angriffen. Zeitungsexemplare wurden von maskierten Schergen zerstört. Nach einer Blockade war ihre Logistik fast eine Woche lang lahmgelegt.
Am frühen Morgen des 17. Juni 2021 haben die Sicherheitsbehörden Hongkongs den Chefredakteur Ryan Law und vier weitere Direktoren der Apple Daily bei Razzien festgenommen. An der Aktion sollen Hunderte von Beamten beteiligt gewesen sein. Den Festgenommenen wurde vorgeworfen, bei der Veröffentlichung von Dutzenden von Artikeln Teil einer Verschwörung mit ausländischen Kräften zu sein. Der Sicherheitschef der Stadt, John Lee, beschuldigte die Festgenommenen, "journalistische Arbeit als Instrument zur Gefährdung der nationalen Sicherheit" (eigene Übersetzung) zu leisten und veröffentlichte eine abschreckend gemeinte Warnung an die Bewohner der Stadt und andere Medien.

### Fernsehsender TVB
Seit 2009 zog die Fernsehstation TVB in Internetforen Kritik auf sich, durch die offensichtliche Pro-Konformismus-Voreingenommenheit in ihrer Berichterstattung. In diesem Jahr hatte ihre Nachrichtenabteilung den Bericht zum 20. Jahrestag des Tian’anmen-Massakers vom 4. Juni 1989 niedrig eingestuft. Die Berichterstattung wurde von vielen Internet-Forenbenutzern als Akt angesehen, um die Gunst der Zentralregierung zu gewinnen. TVB wurde mit dem staatlich kontrollierten Fernsehsender China Central Television verglichen und erhielt deshalb den Portmanteau-Begriff „CCTVB“. Während der Proteste im Jahr 2014, übertrug TVB Filmmaterial, in dem am 15. Oktober sieben Polizisten einen Demonstranten schlugen, was bereits während der Sendung zu erheblichen internen Konflikten führte. Der Soundtrack der Sendung am Morgen, der die „Schläge und Tritte“ erwähnte, wurde neu aufgenommen, und lautete nun, dass Beamte „verdächtigt würden, exzessive Gewalt angewendet zu haben“. Keith Yuen (袁志偉), Direktor des TVBs, hinterfragte, welche Gründe dazu geführt hatten, dass in dem Filmmaterial gesagt wurde: „Beamte zerrten ihn in eine dunkle Ecke und schlugen und traten auf ihn ein.“ Der stellvertretende Vorgesetzte des Nachrichtenerfassungsteams, der für das Filmmaterial verantwortlich war, wurde sofort zum Chefrechercheur degradiert, eine Stelle mit nur einem Teilzeituntergebenen. Viele Journalisten äußerten ihre Unzufriedenheit, wie mit der Übertragung umgegangen worden war, und rund 80 TVB-Mitarbeiter aus allen Abteilungen, die Einwände gegen die Handhabung hatten, schickten eine Petition an die Geschäftsführung. Nachdem mehrere Reporter von Aktivisten angegriffen wurden, die an einer Pro-Peking-Kundgebung teilnahmen, unterschrieben über 340 Mitarbeiter des Senders eine Petition, in der sie diese Gewalt verurteilten. Ein Produktionsdirektor der Nicht-Drama-Abteilung bestellte alle Bittsteller zu einem Treffen mit ihren Vorgesetzten. Dort wurde den Mitarbeitern gesagt, sie sollen ihre Unterschriften entfernen, sonst würden sie ihre Jahresendprämien aufs Spiel setzen. Im März 2015 wurde Luk Hon-tak (陸漢德), der ehemalige Generaldirektor der DAB-Partei, Chefredakteur der TVB-Nachrichten und war verantwortlich für politische Themen. Im gleichen Jahr wurde das Video „Verdacht der Polizeibrutalität gegen Demonstranten der Bewegung Occupy Central“ beim 55. Monte-Carlo-TV-Festival als die Besten Fernsehnachrichten gekürt und für den „umfassenden, objektiven und professionellen“ Bericht gelobt. Das Video gewann auch einen Preis bei den Edward E. Murrow Awards in der Kategorie für Harte Nachrichten.

### CLO-Störung bei der Wahl des Geschäftsführers 2012
Während der Geschäftsführerwahlen im Jahr 2012 benutzte die Pro-Peking-Zeitung Ta Kung Pao am 24. März 2012 eine ganze Titelseite, um die ehemalige im Untergrund lebende Kommunistin Florence Leung anzugreifen, die in ihrem Buch veröffentlichte, dass CY Leung 1985 nur deshalb Generalsekretär des Hongkonger Ausschusses zur Beratung des Grundgesetzes wurde, weil er ein im Untergrund lebendes Mitglied der Kommunistischen Partei sei. Die lokale Presse berichtete begierig über Bemühungen des Verbindungsbüros der Zentralregierung, Unterstützung hinter CY Leung zu sammeln, doch erzeugten die genannten Berichte Unbehagen bei den Beamten. Albert Ho übermittelte erhaltene Beschwerden über Versuche des Verbindungsbüros, Redakteure und Medienchefs einzuschüchtern. Medien berichteten umfassend, dass Richard Li Anrufe von CLO-Propagandachef Hao Tiechuan (郝鐵川) erhalten hatte, der über die Berichterstattung seiner Hongkonger Wirtschaftszeitung Hong Kong Economic Journal unzufrieden war. Nachdem die Hongkonger Journalistenvereinigung davon hörte, dass sich das Verbindungsbüro der Zentralregierung über die Berichterstattung der Hongkonger Wirtschaftszeitung beschwert hatte, verurteilte sie die „offene Verletzung“ des „ein Land, zwei Systeme“-Prinzips. Die Internationale Journalisten-Föderation (IFJ) bestätigte diese Vorwürfe und äußerte sich besorgt. Johnny Lau schrieb sowohl gegen Henry Tang als auch CY Leung während der Wahlen für den Geschäftsführer der Zeitung Sing Pao Daily News eine Kritik, in der er meinte, dass weder Tang noch Leung der Unterstützung oder Sympathie würdig seien. Laus Kritik wurde anschließend dahingehend verändert, um Leung zu unterstützen. Ngai Kai-Kwong, Chefredakteur der Zeitschrift, der sowohl Zensur als auch Druck von Seiten des Verbindungsbüros leugnete, tadelte stattdessen die „Sorglosigkeit“ bei der Bearbeitung.

### Commercial Radio Hong Kong
Ende 2013, als Auftakt der Erneuerung ihrer Sendelizenz, ersetzte der Rundfunkwerbesender Commercial Radio Hong Kong Lee Wai-ling (李慧玲), die freimütige Kritikerin von CY Leung, die eine einflussreiche Primetime Gesprächsrunde veranstaltet hatte. Lee Wai-ling, schon lange vom Pro-Establishment-Lager wegen ihrer lautstarken Kritik an der Regierung verachtet, wurde schlagartig zu einer weniger prominenten Abendshow abgeschoben. Lee wurde von Stephen Chan Chi-wan, dem Geschäftsführer des Senders, ersetzt, der jede politische Motivationen bestritt. Allerdings sagte ein ehemaliger Medienmanager, dass es „ein offenes Geheimnis“ sei, dass Medienbetreiber sich zum Zeitpunkt der Lizenzverlängerung unter erheblichem politischen Druck befinden, und einige offensprechende Programmgastgeber, die die Regierung nicht mag, gezwungen werden zu gehen. Am 12. Februar 2014 verkündete der Commercial Radio Hong Kong, die sofortige Beendigung von Lees Arbeitsvertrag und weigerte sich, irgendwelche Kommentare zur Angelegenheit bekanntzugeben.

### Zeitung Ming Pao
Im Januar 2014 wurde Kevin Lau (劉進圖), Chefredakteur der liberalen Zeitung Ming Pao, abrupt von Chong Tien Siong (鍾天祥), einem unerfahrenen in Singapur ansässigen malaysischen Journalisten ersetzt, der laut The Economist als Pro-Establishment angesehen wird. Als Ergebnis der Entlassung von Lau nahmen Tausende Menschen an einer Protestkundgebung teil. Lau, der für seine strenge Berichterstattung über China bekannt war, wurde am 26. Februar von einer Person, die auf dem Soziussitz eines Motorrades mitfuhr, brutal niedergestochen. Während die Polizei vermutete, dass der Angriff von der Wo-Shing-Wo-Triade durchgeführt worden war, wurde weitgehendst davon ausgegangen, dass es Vergeltungsmaßnahmen waren, aufgrund seines investigativen Beitrags zum Bericht des International Consortium of Investigative Journalists (ICIJ), der über das Offshore-Vermögen chinesischer Führungskräfte berichtete. Darunter befanden sich Angehörige des Generalsekretärs der Kommunistischen Partei Xi Jinping sowie der ehemalige Premier Wen Jiabao und mehrere Mitglieder des Nationalen Volkskongresses. Ming Pao wurde unter Druck gesetzt, die Wichtigkeit eines Berichts über das Tian’anmen-Massakers vom 4. Juni 1989 zurückzustufen.

### Angriff auf die Universität in Hongkong
Die Universität Hongkong war durch CY Leung unter Beschuss, der anlässlich seiner politischen Ansprache im Jahr 2015 die Gelegenheit nutzte, um das studentische Gewerkschaftsmagazin Undergrad heftig zu kritisieren. Die Kritik bezog sich auf die Veröffentlichung eines Aufsatzes, in dem Leung selbst geäußert hatte, dass „Hongkong … einen Weg zum Selbstvertrauen und zur Selbstbestimmung finden“ sollte. Leung beanstandete dies nun mit der Begründung, dass „die Aussagen, die Bemerkungen, nicht im Einklang mit unserem verfassungsrechtlichen Status sind“. Darüber hinaus griff er auch das Buch Hongkong Nationalismus an. Während er leugnete, dass er die Redefreiheit angreifen würde, deutete Leung gleichzeitig an, dass es keine solchen Diskussionen über „entscheidende Verfassungsfragen“ geben sollte. Nach dem Angriff durch Leung nahmen drei große Buchhandelsketten unter Pro-Peking-Sino-United-Publishing den Titel aus ihrem Verzeichnis. Wen Wei Po verwendete die Inhalte eines durchgesickerten Berichts der Kommission zur Gewährung von Universitätszuschüssen, um die Kandidatur von Johannes Chan (陳文敏), einem prominenten Mitglied der Pro-Demokratie-Bewegung, zum Pro-Vizekanzler der Universität zu unterminieren. Laut einem Artikel in der Ming Pao von Kevin Lau haben „Parteien, die eng mit der Regierung verbunden sind,“ hinter den Kulissen Druck auf Ausschussmitglieder ausgeübt, um Chans Ernennung zu blockieren. Des Weiteren wurde gesagt, dass der Finger dabei direkt auf das Büro des Geschäftsführers gerichtet war.

### Radio Television Hongkong (RTHK)
Chan Ka-ming und Shiu Ka-chun, zwei Moderatoren von Radio Television Hong Kong, die sich in der Regenschirm-Revolution hervortaten, wurden entlassen. Der Sender bestritt politische Motive.

## Anderer politischer Druck
Bei einer Ballettpremiere im November 2014 berichteten lokale Medien, dass eine Szene, die Bilder aus der Kulturrevolution enthielt, geschnitten worden war; die Produktionsfirma schob es auf einen „technischen Fehler“.
Um seine Beteiligung an dem Hongkonger Marathon 2015 zu veröffentlichen, hatte Puma ein Faksimile-Bild der Erkennungsmarke eines Läufers mit der Nummer „D7689“ auf seiner Facebook-Seite veröffentlicht. Ein Unterstützer der „liebevollen-Hongkong-Bewegung“ erhob Einwände gegen die Nummer und schrieb dem globalen Firmenchef von Puma, es sei dem Geschäftsführer CY Leung gegenüber respektlos, und drohte einen Massenboykott der Sportbekleidung des Unternehmens zu initiieren. Der Beschwerdeführer erklärte, dass „689“ der Code des gegenwärtigen Geschäftsführers für die Verwaltungsregion Hongkong der Volksrepublik China sei, der von den Menschen Hongkongs gut verstanden werden würde. Und D7 hätte die ähnliche Phonetik im Chinesischen wie das amerikanische „F…“-Wort. Puma erklärte seine politische Neutralität und zog die „beleidigende“ Veröffentlichung zurück. Die Beschwerde verspottend, durchsuchten Bürger Hongkongs die Stadt und fanden viele Beispiele harmloser Vorkommnisse der sogenannten respektlosen Nummer. Mitarbeiter der MTR (Mass Transit Railway – Hongkonger U-Bahn) wurden gewarnt, nachdem an einem Wagen die Kennzeichnung „D689“ gefunden wurde, die sie auf ihrer nicht offiziellen U-Bahn-Service-Update-Seite auf Facebook veröffentlicht hatten.

### Beschlagnahmungen bei der Demokratischen Partei
Der Zoll des Festlandes hatte eine neue Toilettenpapierlieferung für die Demokratische Partei ohne Angabe der Gründe beschlagnahmt. Verschiedene Arten Papiertaschentücher, einschließlich 7600 Toilettenrollen und 20.000 Pakete Papiertücher, auf denen sich ein Aufdruck befand, der Ähnlichkeit mit CY Leung hatte, und die auf einem Neujahrsmarkt verkauft werden sollten, wurden in Shenzhen beschlagnahmt. Solche Waren waren im Jahr zuvor Verkaufsschlager auf dem Neujahrsmarkt gewesen.

### Verlag Up Publications – umstrittene Rücksendungen
Im März 2015 beschwerte sich Up Publications, ein kleiner unabhängiger Verlag, dass er plötzlich und unerwartet mit einer großen und unerklärlichen Anzahl Rücksendungen konfrontiert war, die aus den drei wichtigsten Tochtergesellschaften des Pro-Peking-Verlags Sino United Publishing kamen. Zwanzig Titel waren von den Rücksendungen betroffen, wodurch für Up Publications ein ernsthafter finanzieller Schaden entstand. Viele der zurückgesendeten Titel enthielten keine politischen Themen. Dem Verlag wurde angeblich von einer Buchhandlungsquelle gesagt, dass sein Standpunkt bei den Protesten in Hongkong 2014 und seine Veröffentlichung von Büchern, die die Regenschirm-Bewegung unterstützten, für diese Rücksendung verantwortlich gewesen wären. Obwohl kein Grund für die Retoure angegeben worden war, handelten zwei der zurückgesendeten Bücher von der Besetzung, und waren bei unabhängigen Buchhandlungen Verkaufsschlager.

### „Entführungen“ beim Verlag Mighty Current
Mighty Current ist ein Verlag, der politisch sensible Bücher veröffentlicht – solche, die die Führer in Festlandchina kritisieren und ihre persönlichen Geheimnisse offenbaren – und diese in einem Buchladen namens Causeway Bay Books verkauft. Im Oktober 2015 verschwanden bei Mighty Current fast gleichzeitig vier Menschen aus dem Verlag. Darunter befand sich Autor Gui Min-hai, der Enthüllungsbücher über Chinas Kommunistische Partei schrieb; ein weiter war Lam Wing-kee, ein einfacher Angestellter, der seinen Buchladen Causeway Bay an den Verlag verkauft hatte.
Zwei der Männer wurden zuletzt in Shenzhen gesehen, einer in Hongkong, von einem anderen wurde zuletzt aus Thailand gehört. Diese Nachricht erschütterte die lokale Verlagsbranche, und der stellvertretende Vorsitzende der Hongkonger Allianz zur Unterstützung der patriotischen demokratischen Bewegung in China sagte, dass es schwer sei, „das Verschwinden der vier Personen nicht mit Pekings Unterdrückung der verbotenen Bücher in Verbindung zu bringen“. Die Fahndung der Polizei wurde einen Monat lang fortgeführt.
Im Dezember 2015 verschwand ein fünftes Mitglied des Verlags auf mysteriöse Weise, und zwar der Verlagsleiter Lee Bo. Lee wurde zuletzt in den frühen Abendstunden in seinem Warenlager in Chai Wan gesehen, in dem er eine Bestellung für mehrere Bücher bearbeitete. Lee Bos Frau erhielt später einen Anruf von ihm. Der Anruf kam aus Shenzhen, und Lee sprach untypisch in Hochchinesisch (Standardchinesisch). Die Tatsache, dass er seine Rückkehrberechtigung zu Hause gelassen hatte, führte zu der Befürchtung, dass er irgendwie vom Staatssicherheitsbüro des Festlandes entführt und nach Shenzhen ausgeliefert worden war. Laut Hongkonger Allianz zur Unterstützung der patriotischen demokratischen Bewegung in China ist das jüngste Verschwinden auf die bevorstehende Veröffentlichung eines Buches über das Leben von Xi Jinping zurückzuführen, das Einzelheiten seines Intimlebens beinhalten soll.
Peking nahm zu dem Verschwinden der fünf Personen Stellung und behauptete, dass diese nicht gegen ihren Willen festgenommen oder sogar entführt worden waren. Im Gegenteil seien sie den Sicherheitsbehörden „freiwillige und voller Reue in die Arme gelaufen“. So bestätigten es die Fünf auch, als sie im Februar 2016 im chinanahen TV-Sender Phoenix zu ihrer Lage interviewt wurden. Lam Wing-Kee gestand vor der Kamera gegen Chinesische Gesetze verstoßen zu haben und war bereit, dafür „bestraft zu werden“. Alle fünf beteuerten, China freiwillig bei ihren Ermittlungen „assistieren“ zu wollen.
Die Erklärungen der fünf Männer wurden allgemein als erzwungen betrachtet, doch fehlten konkrete Beweise für diese Vermutung. Dies änderte sich am 16. Juni 2016, als Lam Wing-kee in Hongkong eine Pressekonferenz abhielt. Lam erklärte, dass er im Oktober seine Freundin besuchen wollte und an der Grenze festgenommen und nach Ningbo verschleppt wurde und fünf Monate in Einzelhaft verbrachte. Beamten probten dann mit ihm ein falsches Geständnis, das er vor der Kamera vortragen sollte: „Sie gaben mir das Drehbuch und ich musste ihm folgen. Wenn ich davon abwich, wurde sie Szene neu gedreht.“ Laut Lam ließen ihn die Behörden nach Hongkong zurückreisen, da sie an seine Kooperation glaubten und ihn beauftragt hatten, „eine Festplatte mit den Kundendaten der Buchhandlung zu beschaffen“. Lam berichtete auch, dass er Verleger Lee Bo getroffen habe und dieser ihm erzählt hätte, dass er auf Hongkonger Territorium verschleppt worden sei. Am Tag nach der Pressekonferenz wurde dies auf der Facebook-Seite von Lee, der sich noch in Festlandchina befinden soll, dementiert.